# Абаринов, Дмитрий Михайлович
Дми́трий Миха́йлович Аба́ринов (5 декабря 1992, Санкт-Петербург — 22 ноября 2017, Санкт-Петербург) — российский шашист и шахматист, гроссмейстер, мастер спорта международного класса, гроссмейстер России (2015).
Дмитрий Абаринов родился в семье коренных петербуржцев. Отец — Абаринов Михаил Алексеевич, мать — Абаринова (Андреева) Надежда Алексеевна.

### Спортивные достижения
С самого юного возраста Дмитрий Абаринов показывал высокие спортивные результаты, причем в состязаниях как в русские, так и в стоклеточные шашки. Игровые навыки и искусство комбинации постигал под руководством гроссмейстера Владимира Лангина, посещая Санкт-Петербургский городской дворец творчества юных (бывший Ленинградский Дворец пионеров имени А. А. Жданова). Уже в 2002 году он стал победителем первого чемпионата Европы по стоклеточным шашкам в возрастной группе среди мальчиков до 10 лет.
В детско-юношеском спорте на протяжении многих лет он был многократным (более 20 раз!) победителем первенств С.-Петербурга, трехкратным чемпионом России, четырёхкратным чемпионом мира.
В 2007 году Дмитрий стал бронзовым призёром 1-й Всемирной юношеской Олимпиады по молниеносной игре в шашки 64 в составе команды России.
Во взрослом спорте Абаринов был чемпионом и призёром чемпионатов Санкт-Петербурга по разным видам шашек и разным программам, лидером сборных команд Санкт-Петербурга на российских и мировых чемпионатах. На чемпионате мира 2013 года он вошёл в топ-20.
Скончался 22 ноября 2017 года от тяжелой болезни.

## Память
В Петербурге вышла книга о нём — друзья и спортивная общественность помнят; в стенах его родного Института точной механики и оптики с 2018 года проходит турнир федерации «Памяти Дмитрия Абаринова».
- «Шашки были настоящей отдушиной для него. Делом всей его жизни. Он был талантливым спортсменом и при этом делился своими знаниями с теми, кому это было также необходимо, как и ему. Мало кто знает (Дима это не афишировал), что последние два года он занимался шашками с инвалидами с тяжелой формой ДЦП. Дима лучше других знал, что шашки могут дать почувствовать вкус жизни; погружение в особый шашечный мир хоть не надолго, но даёт ощущение счастья…»[7]

- «Надежда Алексеевна привела его в Аничков дворец на Фонтанке, и он начал с шахмат — в знаменитой на весь мир секции Ленинградского Дворца пионеров: оттуда чемпионы мира Борис Спасский и Александр Халифман; там учились Виктор Корчной, Ирина Левитина, Марк Тайманов. Потом тренер что-то особое увидел в мальчугане и определил его в шашечную секцию; так в 10 (десять) лет Дима стал победителем чемпионата Европы по стоклеточным шашкам»[8].